# Jorge Fuenzalida
Jorge Fuenzalida Retamal (Santiago, 26 de agosto de 1937-14 de enero de 1963) fue un futbolista chileno. Jugó de centrodelantero. En plena actividad y destacando como goleador, falleció en un accidente automovilístico carretero, a la edad de veinticinco años.

## Trayectoria
Sus estudios los cursó en el Seminario de San Francisco de Mostazal y en el San Juan Bosco de Santiago. Sus inicios como futbolista fueron en el Challey Boys de la localidad de Hospital. Fue contratado por el club Ignacio Serrano de Melipilla y a la vez seleccionado de esa asociación para jugar en el Nacional Amateur, donde se distinguió como integrante de la selección de Melipilla, lo que al mismo tiempo le significó su paso al profesionalismo.
Su primer y único club fue Santiago Morning. Debutó el sábado 5 de mayo de 1956 contra Rangers (0-4) en partido correspondiente a la primera fecha del torneo de 1956. Su primer gol lo marcó en la tercera fecha del torneo 1956, el día sábado 19 de mayo jugando contra la Unión Española (2-4), en el minuto 37 del segundo tiempo.
En los tres años que el conjunto bohemio, permaneció en la División B, de 1957 a 1959, fue el goleador del equipo, marcando 17 goles en 1957, clasificando tercer goleador en el campeonato, 23 goles en 1958 siendo el segundo goleador del campeonato y en 1959 marcó 22 goles clasificándose goleador del campeonato.
En enero de 1962, jugó en el Cuadrangular Internacional 1962, reforzando al equipo chileno anfitrión Colo-Colo, marcando un gol al conjunto brasileño de Botafogo.
Al momento de su fallecimiento, era el sublíder en la tabla de goleadores del torneo de Primera División 1962, novena fecha de la segunda rueda, con veintidós goles marcados, dos menos que el delantero que ocupaba primer lugar.

## Selección nacional
Fue llamado a la selección de fútbol de Chile, en calidad de preseleccionado el año 1959, siendo jugador que se desempeñaba en la competencia de la Primera División B. Debutó jugando en un amistoso ante el conjunto chileno de Naval (4-0). 

## Clubes
| Club             | País  | Año       |
| ---------------- | ----- | --------- |
| Santiago Morning | Chile | 1956-1963 |

## Palmarés

### Campeonatos nacionales
| Título             | Club             | País  | Año  |
| ------------------ | ---------------- | ----- | ---- |
| Primera División B | Santiago Morning | Chile | 1959 |

### Distinciones individuales
| Distinción                                      | Año  |
| ----------------------------------------------- | ---- |
| Goleador Campeonato Primera División B de Chile | 1959 |

## Fallecimiento
La madrugada del 14 de enero de 1963, tuvo accidente carretero junto a otros jugadores de Santiago Morning, entre los que se encontraban Fernando Rodríguez, Constantino Mohor, Isaac Carrasco y Humberto Cruz, con quienes venía volviendo de un partido por el campeonato nacional ante Deportes La Serena. El viaje lo hacían en un taxi, el grupo había solicitado volver a Santiago en auto, ya que varios tenían compromisos personales en la capital. A la altura de un lugar denominado “Mal Paso” el auto chocó de frente, con un camión, quedando gravemente lesionados Mohor, Rodríguez y Fuenzalida. Mientras Fuenzalida era trasladado a Santiago, debido a las graves lesiones, su cuerpo no resistió las lesiones sufridas y falleció, a la altura de Pichidangui.